# Symfonie nr. 1 (Halvorsen)
De Noorse componist Johan Halvorsen voltooide zijn Symfonie nr. 1 in 1923.

## Geschiedenis
Halvorsen schreef gedurende zijn leven veel muziek (circa 170 werken), maar het merendeel was bestemd voor uitvoeringen in theaters etc. Hij gaf leiding aan de orkesten van de twee belangrijkste theaters van Noorwegen, namelijk te Bergen en Kristiania. Het merendeel van zijn composities in terug te brengen tot gelegenheidsmuziek. Eerdere uitstapjes naar de serieuze genres leverden teleurstellingen op. Zijn Strijkkwartet belandde na een uitvoering in de prullenmand. Ook zijn Vioolconcert kreeg die bestemming. Toen de componist echter ouder werd, begon hij toch aan een klassiek werk, zijn eerste symfonie. Hij verklaarde tegenover zijn dochter Aase dat hij er klaar voor was. De kans is groot dat als de winter van 1922/1923 minder streng was geweest, de symfonie er niet was gekomen; Halvorsen verveelde zich min of meer. De symfonie kreeg haar eerste uitvoering op 29 april 1923. Halvorsen dirigeerde zelf de voorloper van het Oslo Filharmoniske Orkester.

## Muziek
De symfonie is voor 1923 erg behoudend en grijpt terug op muziek in hetzelfde genre van bijvoorbeeld Johan Svendsen en Pjotr Iljitsj Tsjaikovski. Uiteraard ontbreekt een verwijzing naar Noorse volksmuziek, de Halling niet. Het werk bestaat uit vier delen:
1. Allegro non troppo- un poco piu mosso – poco meno mosso – agitato – tempo I – animato – meno mosso – largamente – piu mosso
2. Andante – piu mosso – tempo I – molto piu mosso – tempo I – tranquillo – piu mosso – pesante – tranquillo – adagio
3. Scherzo – lento – allegro con spirito – allegretto – piu mosso – meno mosso – tempo I (allegro con spirito) – lento – allegro molto
4. Finale, Rondo: Andante – allegro deciso – un poco meno mosso – tranquillo – molto tranquillo – tempo I (allegro deciso) – poco meno mosso – un poco meno mosso – allegro molto

Halvorsen zag de bui zelf al hangen. Hij schreef aan zijn dochter, dat hij de symfonie vanuit zichzelf moest schrijven en het maakte hem niet uit of die populair werd of niet. Hij had zelf het idee al dat de muziek voor 1923 te behoudend was. Hij droeg het werk op aan Hjalmar Borgstrøm, collegacomponist en muziekjournalist.

### Orkestratie
- 1 piccolo, 2 dwarsfluiten, 2 hobo's,  2 klarinetten, 2 fagotten
- 4 hoorns, 3 trompetten, 3 trombones, 1 tuba
- pauken, percussie (triangel, bekken, grote trom, kleine trom, glockenspiel), 1 harp
- violen (6 eerste, 6 tweede), 3 altviolen, 3 celli, 3 contrabassen

## Discografie
- Uitgave Chandos: Neeme Järvi met het Bergen Filharmoniske Orkester